# Camarões nos Jogos Olímpicos de Verão de 1984
Camarões competiu nos Jogos Olímpicos de Verão de 1984, em Los Angeles, Estados Unidos.

## Medalhistas

### Bronze
- Martin Ndongo Ebanga — Boxe, Peso Leve

## Resultados por Evento

### Atletismo
400m masculino
- Mama Moluh
  - Eliminatórias — 48.90 (→ não avançou)

Salto em distância feminino
- Ernest Tche Noubossie
  - Classificatória — 6.76m (→ não avançou, 29º lugar)

100m feminino
- Cecile Ngambi
  - Primeira Eliminatória — 11.67s
  - Segunda Eliminatória — 11.82s
  - Semifinal — 11.91s (→ não avançou)

- Ruth Enang Mesode
  - Primeira Eliminatória — 11.81s
  - Segunda Eliminatória — 12.02s (→ não avançou)

Lançamento de disco feminino
- Agathe Ngo Nack
  - Classificatória — 38.32m (→ não avançou)

Lançamento de dardo feminino
- Agnes Tchuinte
  - Classificatória — 55.94m (→ não avançou)

### Ciclismo
Estrada individual masculino
- Alain Ayissi — não terminou (→ sem classificação)
- Joseph Kono — não terminou (→ sem classificação)
- Dieudonné Ntep — não terminou (→ sem classificação)
- Thomas Siani — não terminou (→ sem classificação)

### Futebol
Competição masculina
- Fase Preliminar (Grupo B)
  - Camarões — Iugoslávia 1-2
  - Camarões — Iraque 1-0
  - Camarões — Canadá 1-3
- Quarterfinals
  - Não avançou
- Elenco
  - ( 1.) Joseph-Antoine Bell (goleiro)
  - ( 2.) Luc Mbassi
  - ( 3.) Isaac Sinkot
  - ( 4.) Michel Bilamo
  - ( 5.) Jean Onana
  - ( 6.) Emmanuel Kundé
  - ( 7.) Louis M'fede
  - ( 8.) Eugene Ekeke
  - ( 9.) Roger Milla
  - (10.) Dagobert Dang
  - (11.) Charles Toubé
  - (12.) Ernest Ebongue
  - (13.) Paul Bahoken
  - (14.) Theophile Abega
  - (15.) François Doumbé Lea
  - (16.) Ibrahim Aoudou
  - (17.) Jacques Songo'o (goleiro)
- Técnico: Kae Rade